# Reprezentacja Kambodży w rugby union mężczyzn
Reprezentacja Kambodży w rugby union mężczyzn – zespół rugby union, biorący udział w imieniu Kambodży w meczach i sportowych imprezach międzynarodowych, powoływany przez selekcjonera, w którym mogą występować wyłącznie zawodnicy posiadający obywatelstwo tego kraju, mieszkający w nim, bądź kwalifikujący się ze względu na pochodzenie rodziców lub dziadków. Za jego funkcjonowanie odpowiedzialny jest Cambodian Federation of Rugby, członek ARFU i World Rugby.
Pierwszy oficjalny mecz międzynarodowy rozegrała przeciwko Makau 22 maja 2005 roku.

## Turnieje

### Udział wAsian Five Nations
| Rok  | Klasa rozgrywek    | Wynik | Źródło |
| ---- | ------------------ | ----- | ------ |
| 2008 | turniej regionalny | 3.    |        |
| 2009 | turniej regionalny | 3.    |        |
| 2010 | turniej regionalny | 3.    |        |
| 2011 | Dywizja V          | 2.    |        |
| 2012 | Dywizja V          | 3.    |        |
| 2013 | Dywizja V          | 1.    |        |
| 2014 | Dywizja IV         | 2.    |        |

### Udział wPucharze Świata
| Rok  | Kwalifikacje      | Wynik |
| ---- | ----------------- | ----- |
| 1987 | Nie brała udziału | -     |
| 1991 | Nie brała udziału | -     |
| 1995 | Nie brała udziału | -     |
| 1999 | Nie brała udziału | -     |
| 2003 | Nie brała udziału | -     |
| 2007 | Nie brała udziału | -     |
| 2011 | Nie brała udziału | -     |
| 2015 | Nie brała udziału | -     |
| 2019 |                   |       |